# Adolfo di Cambrai
Adolfo (Arras, VII secolo – Arras, 19 maggio 728) è stato vescovo di Cambrai e Arras, nella prima metà dell'VIII secolo, venerato come santo dalla Chiesa cattolica.
Secondo i più antichi cataloghi episcopali di Cambrai, databili al IX secolo, Adolfo (Hadulfus) fu il 9º o 10º successore di san Vedasto (Vaast) sulle cattedre unite di Cambrai e Arras.
Nativo di Arras, Adolfo fu abate dell'abbazia di San Vedasto della sua città natale e nel 717, secondo il Chronicon dell'abbazia, succedette a Unoldo (Hunoldus) come vescovo di Cambrai e Arras, governando le due diocesi unite per 12 anni. Secondo gli Annales Petavini, Laureshamenses et Vedastini morì nel 728. I martirologi altomedievali pongono al 19 maggio il giorno della morte.
Venne sepolto nella chiesa di San Pietro di Arras, ma dopo la sua canonizzazione, sancita dal vescovo Ingelrano (957-960) per i numerosi miracoli avvenuti presso la sua tomba, le sue spoglie furono trasferite nella cattedrale di Cambrai.
L'odierno Martirologio Romano, riformato a norma dei decreti del Concilio Vaticano II, ha inserito la memoria di sant'Adolfo al 19 maggio ricordandolo con queste parole: